# Samsung Galaxy Ace Plus
De Samsung Galaxy Ace Plus is een smartphone van Samsung. Hij werd gepresenteerd op 3 januari 2012. Samsung liet weten dat de telefoon in het eerste kwartaal van 2012 in de schappen zal liggen. Het is de opvolger van een populaire middenmodel telefoon van Samsung, de Samsung Galaxy Ace (Samsung Galaxy S5830). Het modelnummer van de Ace Plus is S7500.
De mobiele telefoon beschikt over een betere processor (1 GHz), een groter intern geheugen (3 GB) en een groter scherm (voorganger had 8,9 cm schermdiagonaal, Ace Plus heeft 9,3 cm).